# ギャンブル・プレイ
『ギャンブル・プレイ』（原題:The Good Thief）は、2003年公開の映画。

## あらすじ
コートダジュールのリゾート地リビエラ。運に見放され、落ちぶれていたギャンブラー、ボブはヤクザに絡まれていた17歳のアンを助ける。そんな時、旧友ラウルがモンテカルロのカジノを襲撃しようと大きな計画を持ち込んできた。ボブは誘いに乗り、ドレスアップしたアンを連れて夜のカジノへと足を運ぶ。

## キャスト
- ボブ・モンタナ…ニック・ノルティ(菅生隆之)
- ロジェ…チェッキー・カリョ(山路和弘)
- 画商…レイフ・ファインズ(水野龍司)
- アン…ナッサ・クヒアニチェ(本田貴子)
- ポーロ…サイード・タグマウイ
- ラウル…ジェラール・ダルモン
- ウラジミール…エミール・クストリッツア

## スタッフ
- 監督：ニール・ジョーダン
- 製作：シートン・マクリーン、ジョン・ウェルズ、スティーヴン・ウーリー
- 製作総指揮：クリスティン・ハームズ、ニール・ジョーダン、ティエリー・ド・ナヴァセル
- 脚本：ニール・ジョーダン
- オリジナル脚本：ジャン＝ピエール・メルヴィル、オーギュスト・ル・ブルトン
- 撮影：クリス・メンゲス
- 音楽：エリオット・ゴールデンサール